# Dichromodes perinipha
Dichromodes perinipha är en fjärilsart som beskrevs av Oswald Beltram Lower 1915. Dichromodes perinipha ingår i släktet Dichromodes och familjen mätare. Inga underarter finns listade i Catalogue of Life.